# مقياس نسبة الهواء إلى الوقود
يقوم مقياس نسبة الهواء إلى الوقود بقياس نسبة الهواء إلى الوقود في محركات الاحتراق الداخلي. حيث يَقْرَأ الجهد الخارج من مستشعر الأكسجين، ويٌسمى أحياناً مستشعر (لامدا)، ويكون الجهد إما من مستشعر ذو نطاق ضيق أو مستشعر ذو نطاق واسع.
استُعمِل النّوع الأوّل في أواخر 1970 وبدايات 1980، أمّا النّوع الثّاني والثّالث فبدأ استخدامه في السنوات الماضية ولكنّه أغلى وبدقّة أعلى. النوع الأول معظمه يمتلك 10 صمامات ثنائية باعثة للضوء، ويتواجد هذا النوع في غلاف دائري قطره يكون 2-1/16 بوصة و2-5/8 بوصة. 
أما النوع الثاني فإما يتواجد منفرداً أو في غلاف، ويكون أكثر دقة حيث أنه يخبرنا بنسبة الهواء إلى الوقود الفعلية. يستخدم النوع الثالث إلكترونيات أكثر دقة لذلك تكون تكلفته عالية.

## فوائد قياس نسبة الهواء إلى الوقود
- تحديد حالة مستشعر الأكسجين: يؤدي حدوث خلل بمستشعر الأكسجين إلى أن تكون نسب الهواء إلى الوقود بطيئة الاستجابة إلى حالات المحرك المتغيرة (أي أن المستشعر يُعطي نسبة أكبر أو أقل من التي يحتاجها المحرك، بسبب بطء المستشعر في الاستجابة لإشارة المحرك، فتكون قد تغيرت حالته)، أما في حالة المستشعر التالف، فإنه يؤدي إلى زيادة نسبة استهلاك الوقود وزيادة الانبعاثات الملوثة بالإضافة لانخفاض القدرة الناتجة.

تستطيع معظم أنظمة إدارة المحرك اكتشاف المستشعر المعيب.
- تقليل الانبعاثات: يعمل المحول الحفزي عند أقصى كفاءة له، عند الحفاظ على نسبة التكافؤ (بالإنجليزية: stoichiometric ratio) (النسبة بين نسبة الهواء إلى الوقود في حدود 1:14.7 (لمحركات البنزين).
- الاستهلاك الاقتصادي للوقود: عندما تنخفض نسبة الهواء إلى الوقود عن النسبة النظرية، فإن هذا يقلل من استهلاك الوقود بالنسبة لعدد الأميال، أي أن السيارة ستستهلك وقود أقل للمسافة المقطوعة بالإضافة لانخفاض انبعاثات ثاني أكسيد الكربون. تُصمم السيارات كي تعمل عند نسبة الهواء إلى الوقود النظرية (بدلاً من استخدام نسبة خفيفة بقدر الإمكان، تسمح باستمرار عمل المحرك) لزيادة كفاءة وعمر المحول الحفزي، بينما يُمكن ان تعمل عند مخاليط ذات نسب أخف من النسبة النظرية.

يجب أن يركز المصنعون على الانبعاثات وخاصة عُمر المحول الحفزي (الذي يجب أن يكون الآن 100000 ميل (160000 كيلو متر) في العربات الجديدة كأولوية أعلى بسبب لوائح وكالة حماية البيئة الأمريكية.
- أداء المحرك: رسم العلاقة بين نسبة الهواء للوقود مع عدد اللفات للمحرك سوف يزيد من القدرة الخارجة وتقليل مخاطر الانفجار.

الخليط الضعيف يحسن من اقتصادية الوقود لكنه يزيد من نسبة إطلاقات (NOX). إذا قلت النسبة جدا فإن المحرك من الممكن ألا يحدث به اشتعال. 
النسب الضعيفة تجعل المحرك يعمل بصعوبة وقد يؤدي إلى تدمير المحول الحفاز.أما النسب العالية الأكبر من المحددة فتحتاج إلى زيادة نسبة الوقود لكي نتأكد من احتراق الأكسجين كاملا لإنتاج القدرة القصوى. المحركات الباردة تحتاج إلى زيادة نسبة الوقود عند بداية التشغيل لأن الوقود لا يتبخر بسهولة عندما يكون بارد. الخليط الغنى يحترق ببطئ مما يقلل من احتمالية حدوث طرْق بالمحرك (engine knock)، لكن الخليط الغنى يزيد من خروج أول أكسيد الكربون.

## أنواع مستشعرات الأكسجين
هناك نوعان من المستشعرات المتاحة: النوع الأول(narrow band) والنوع الثاني (wide band).
- النوع الأول له خرج غير خطي يتراوح بين (0.1) إلى (1 فولت). يعتمد هذا النوع على درجة الحرارة الخارجة. إذا كانت الحرارة الخارجة عالية فإن الخليط يكون ضعيف، المحرك البارد يجعل الحاسوب يغير من النسبة لذلك فإن مستشعر الأكسجين يخرج جهد يتراوح بين 850 و 900 ملي فولت وبعدها بلحظات فإنه يخرج جهد يتراوح بين 700 إلى 750 ملي فولت.

المستوى المتوسط لمستشعر الأكسجين يصل إلى 450 ملي فولت. المحول الحافز يحتاج إلى نسبة دوارة غير ثابتة لذلك فإن مستشعر الأكسجين لا يسمح له باخراج جهد ثابت، وحدة التحكم بالسيارة تغير من نسبة الهواء للوقود ما بين نسبة ضعيفة وغنية (lean and rich).
- النوع الثاني هو (wide band) له خرج خطى يتراوح بين 0 إلى 5 فولت ويحتاج إلى درجة حرارة أعلى.